# Bow, London

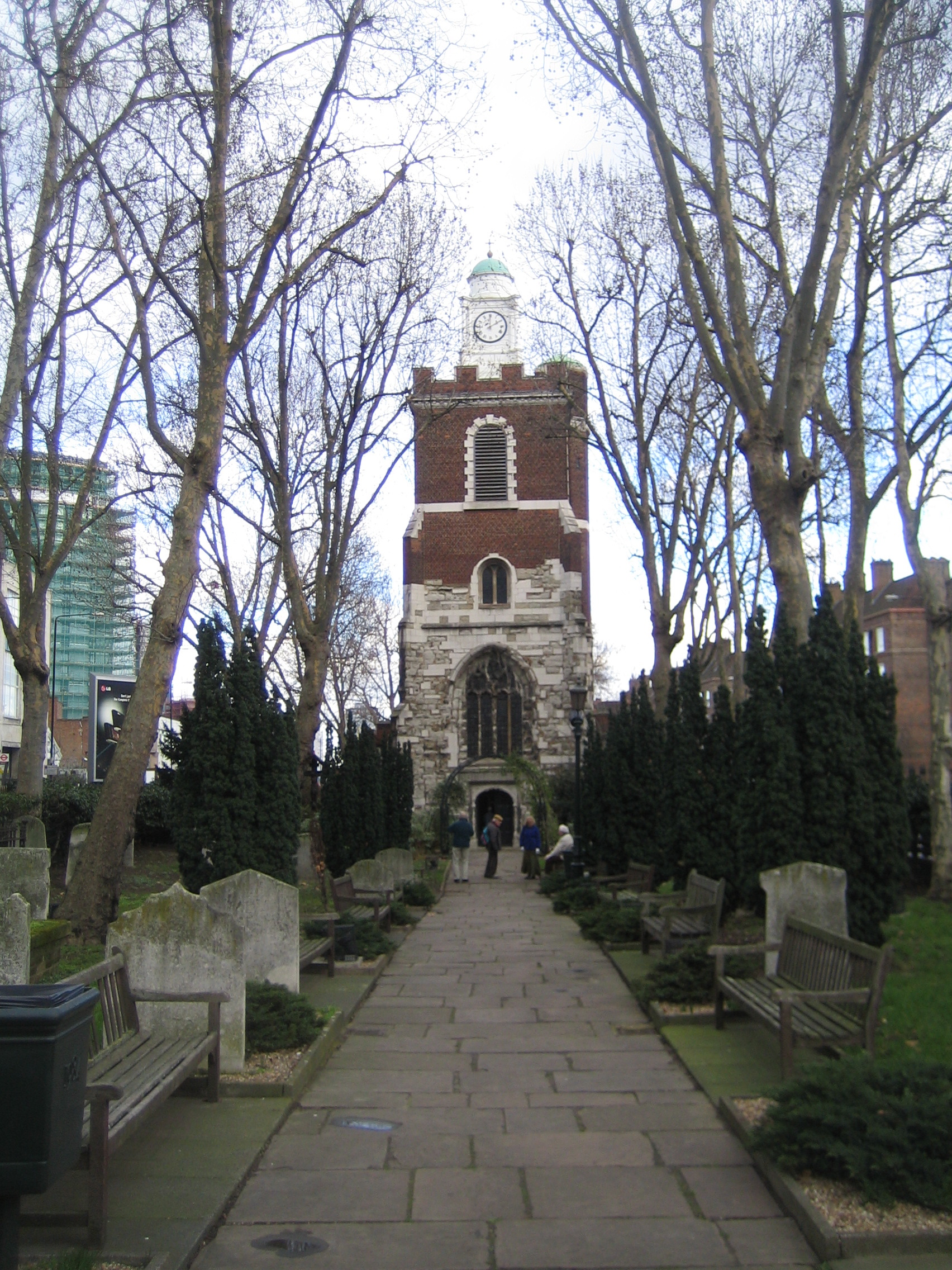
Bow Church i centrala Bow.

Bow är en stadsdel eller district i östra London som mestadels består av bostäder. Bow räknades tidigare till Stratford, och området kallades under medeltiden Stratford-atte-Bow. Bow refererade till en bro som byggdes på 1100-talet över floden Lea. Bow var egen församling från 1719, men ingår sedan 1965 i London Borough of Tower Hamlets.
I stadsdelen fanns Bow porcelain factory.